# 27型鱼雷艇
027型鱼雷艇(北約代號：湖州)中国人民解放軍海軍自行研制的第一代大型钢殼鱼雷艇。这种被外界称为湖州级鱼雷快艇，配备有四具鱼雷发射管，一次齐射可形成扇面的攻击，命中公算率较高，攻击时只需少量快艇即可；同时由于快艇的吨位增大，耐波性提高，再配合新型的鱼雷攻击射控系统，作战威力提高了不少。
1966年海军决定研制新型鱼雷快艇，由舰艇研究院701研究所承担整体设计任务。

## 型号
- 27Ⅰ型钢质单水翼导弹快艇：1968年12月，首艇投料开工，1970年5月下水，1981年10月，该艇作报废处理并交付海军，试制至此结束。
- 27ⅡB 型钢质导弹快艇：1970年3月首艇投料开工，1973年1月10日下水。1973年9月交付。
- 27ⅡB 型4管鱼雷快艇：1971年桂江造船厂开始试制首艇，1974年下水试航，1976年试验成功交船。两年后舰艇研究院又修改了设计，在芜湖造船厂试制改进艇。1979年6月19日改进艇正式开工；1980年9月艇体安装完成；1983年6月设备安装；1983年9月20日下水；1984年1月交付。不过可能因飛弹快艇的发展，这种鱼雷快艇并没有投入量产。